# Bützflethermoor
Bützflethermoor ist ein Ortsteil von Bützfleth, die zur Hansestadt Stade  in Niedersachsen gehört. Der Ortsteil liegt etwa 39 km westnordwestlich von Hamburgs Zentrum und 4 km nordwestlich von Bützfleth und ist mit 0,3 m unter NN einer der tiefstgelegenen Orte Deutschlands. Bützflethermoor bildet die Stadtgrenze von Stade zur Gemeinde Drochtersen und zur Samtgemeinde Oldendorf-Himmelpforten. Bützfleth bezeichnet sich als Tor ins Kehdinger Land.

## Geographie
Bützflethermoor liegt im Elbe-Weser-Dreieck; kleinräumiger gesehen zwischen Elbe und Oste und dort wiederum hinter den Elbmarschen direkt am ehemals großen „Kehdinger Moor“. Die Entfernung zum Elbstrand beträgt 4,5 km Luftlinie und zur Oste etwa 10 km. Nach Stade sind es etwa 6 km und nach Bützfleth 3 km.
Bützflethermoor gehört zum südlichsten Teil des Kehdinger Landes und ist ein ehemaliges Moorhufendorf. Die Häuser und Hofstellen liegen, bedingt durch die Kolonisierung des Moores in früherer Zeit, an Süderstraße und Norderstraße (K 27). Es gibt zwei Nebenstraßen: den Schulstieg und die Milchstraße.
Die Moororte liegen alle (von Süden nach Norden aufgezählt) wie Perlen an einer Kette östlich des ehemals großen „Kehdinger Moores“ an der K 27 („Moorstraße“): Stadermoor, Götzdorfermoor, Bützflethermoor, Asselermoor, Ritschermoor, Gauensiekermoor, Drochtersenermoor, Aschhornermoor und Dornbuschermoor. Die K 27 kreuzt südlich von Neulandermoor die ost-westlich verlaufende B 495.

## Umwelt

### Entwässerung
Ursprünglich entwässerte das Sietland östlich des Hochmoores über offene Gräben, Landern, Kanäle und Flethe durch Deichsiele in die Süderelbe und von dort in die Elbe. Dies funktionierte nur bei Niedrigwasser in der Elbe, da das Sietland zwischen Moor und Marsch tiefer als der mittlere Wasserspiegel in der Elbe liegt. Die Folge war, jahreszeitlich bedingt, Überflutungen des Sietlandes. Aus diesem Grunde siedelten die Moorbauern auf künstlich aufgeschütteten Wurten.
Später, in den 1920er Jahren, verbesserten Schöpfwerke mit Pumpen und Schleusen in den Deichen die Entwässerung, da sie unabhängig vom Wasserstand der Elbe betrieben werden können.
Seit Mitte der 1950er Jahre erfolgt die permanente Entwässerung (sowohl des Bützflethermoores als auch der umgebenden Orte und Flächen) durch ein System von Dränagen und Entwässerungsgräben mit Hilfe von Schöpfwerken, die Wasser in so genannte Druckgräben anheben. Der Bützflether Schleusenverband betreibt dieses System.
2025 ging das neue Stufenschöpfwerk Bützflether Kanal mit vier archimedischen Schrauben am südlichen Teil des Landernweges in Betrieb.
Regelmäßig müssen die Dränagen von den Landwirten gewartet und gereinigt werden und alljährlich, im zeitigen Frühjahr, werden Wasserpflanzen und Ablagerungen aus den Gräben, Vorflutern, Flethen, Kanälen entfernt, um ein ungehindertes Abfließen zu sichern. Die Entwässerung des Moores diente und dient vor allem der Nutzung durch die Landwirtschaft, in Bützflethermoor speziell die Milchproduktion.

### Bützflethermoor und Umgebung früher
Der Name des Ortes „Bützflethermoor“ ist eine topographische Lagebezeichnung, da der Ort zwischen Bützfleth und dem ehemaligen „Kehdinger Moor“ liegt.
Etymologisch kommt der Name Bützfleth von „Buttesflethe“, so 1060 in der Chronik des Klosters Harsefeld erwähnt, und heißt so viel wie „Butenfleth“, also „Außenfleth“ (niederdeutsch bedeutet „buten“ draußen, außen). 1360 wird der Ort als „Butvlete“ – „am äußeren Fleth“ (Außenfleth) – in einer Familienkunde des Landes Kehdingen erwähnt.
Bützflethermoor ist in der Kurhannoverschen Landesaufnahme des 18. Jahrhunderts, die im Jahr 1769 aufgenommen wurde, noch als „Bützflether Moorstrich“ benannt. „Stadermoor“ hieß zu der Zeit noch „Schölischer Moorstrich“. Beide, Bützflether Moorstrich und Schölischer Moorstrich waren Moordörfer, die direkt nebeneinander am „Kehdinger Moor“ lagen. Zu dieser Zeit waren „Asseler-Sand“, „Kraut-Sand“ und „Bützflether-Sand“, so die damalige Schreibweise, noch wirkliche Inseln, die im „Elbe-Strom“ lagen. Das Bützflethermoor, damals „Bützflether Moorstrich“, lag zwischen Geestrandmoor und den Elbmarschen. Das Kehdinger Moor war zu dieser Zeit und in dem Areal zwischen „Bützflether Moorstrich“ (im Osten) und Burweg bzw. „Ochsenpohl“ (im Westen) nur unterbrochen von kleinen „Geestinseln“, die mitten im Moor lagen. Namentlich waren dies „Die Kleine Villa“ (das heutige „Klein Villah“) und das etwas größere „Hamma“, das heutige „Hammah“. Von Hamma führte ein Stichweg zur Moorinsel, „die große Villa“, die jedoch unbewohnt war und saisonal noch vernässt gewesen sein dürfte und deshalb vielleicht saisonal als Viehweide genutzt wurde.
In der Charte vom Lande Kehdingen Bützfleetischen Theils und der sonstigen zum Amte gehörigen privativen Districten und Ländern. Copüret im Jahr 1783 von C. L. E. Baring ist zu erkennen, dass die „Mohr-Häuser“ von der Landern her erschlossen wurden. Die heutigen Haupterschließungsstraße, die Kreisstraße 27 (Süderstraße und Norderstraße) wurde erst sehr viel später erbaut.
1878 (nach der Königlichen Preußischen Landesaufnahme von 1878 im Maßstab 1:25.000) heißt das Bützflethermoor bereits „Bützflether Moor“, es wurde jedoch in zwei Worten geschrieben. Auch Stadermoor wurde in zwei Worten geschrieben und war von Stader-Moorstrich in „Stader-Moor“ umbenannt. Der Ort Götzdorfermoor ist in dieser Karte noch nicht kartiert. Westlich der damals noch nicht existierenden Süderstraße gab es eine parallel zu ihr verlaufende Straße, den „Schulstieg“, der bis nach Stadermoor verlief und an der auch die Schule von Bützflether Moor lag. Westlich dieser Straße, die ebenso wie die Süderstraße von Norden nach Süden verlief, lag das Hochmoor, zwischen Bützflether Moor und Groß Sterneberg. Noch weiter im Westen, Richtung Groß Sterneberg, schloss an das Hochmoor „Das wilde Moor“ an. Beide Moore gehörten zum „Kehdinger Moor“.
Westlich der Süderstraße wird Rotschlamm der Aluminium Oxid Stade (AOS) bis über die Gemeindegrenze zu Groß Sterneberg deponiert.
Die Moorbauern, die entlang der heutigen Süderstraße, der Norderstraße und des Schulstiegs siedelten, hatten bis dato nur kleine, höchstens 100 m breite, schmale Streifen, die von ihren Höfen in westliche Richtung (ins Moor) und östlich zur „Landern“ verliefen, landwirtschaftlich nutzbar gemacht. Die weiter im Westen anschließende Fläche dieser landwirtschaftlich genutzten Streifen bestand noch bis in die 1970er Jahre aus ursprünglichem, unwegsamem Moor.
Bei der schweren Sturmflut 1962 wurden große Teile der Grünflächen, des Sietlandes, auch Moorfeld genannt, überschwemmt. Die Ansiedlungen auf den Wurten blieben unversehrt und auch das Hochmoor wurde nicht überflutet.

### Moor früher und heute
Das Sietland liegt unter dem Meeresspiegel. In früherer Zeit gab es westlich davon noch ein intaktes Hochmoor, das „Kehdinger Moor“ mit etwa 80 km². Im 13. Jahrhundert war das Kehdinger Moor weitgehend unzugänglich und ließ das begehbare Land als Insel erscheinen. Die Flüsse Elbe und Oste trugen zur Bildung des Hochmoores bei, indem sich fluviale Sedimente wie eine Verwallung an den Flussufern ablagerten und das Oberflächenwasser hinter diesen Wällen nicht in die Elbe ablaufen konnte. Schilf, Rohr und torfbildende Moose siedelten sich an und wurden von Niederschlag gespeist; langsam entstand eine mächtige, mehrere Meter dicke Torfschicht.
Heute ist das „Kehdinger Moor“ ein Überbleibsel, es ist stark geschrumpft und liegt westlich des Dorfkerns. Ein Teil des früher großen „Kehdinger Moores“ liegt zwischen Bützflethermoor und „Groß Sterneberg“. Das Kehdinger Moor hat in nur zwei Jahrhunderten einen dramatischen Landschaftswandel erfahren, der noch nicht abgeschlossen ist. Es gibt allerdings Bestrebungen diesen Prozess nicht nur aufzuhalten, sondern ihn wieder umzukehren, da Torf in hohem Maße CO₂ speichern und somit dem Klimawandel entgegenwirken kann.
Von Norderstraße und Süderstraße gehen kleine Stichwege (Feldwege/Moorstiege) ab, die an beiden Seiten mit Birken und anderen Holzgewächsen umsäumt sind. Diese führen von den Hofstellen, oft Norder- und Süderstraße querend, direkt ins Moor, sie haben zum Teil noch die ursprüngliche Höhe gegenüber den abgetorften Flächen.
Im Moor gibt es noch – sehr selten – die typischen Schwingrasen. Sehr vereinzelt gibt es noch auf kleinstem Raum verborgene überschwemmte Wiesentümpel, die im Sommer austrocknen und die typische Moorvegetation (z. B. Wollgras und Torfmoose) aufweisen, und in denen es noch Moorfrösche gibt. Einer der letzten früher hier brütenden Birkhähne wurde circa 1970 von einem Jäger geschossen und ausgestopft. Die früher auf den Wiesen und Weiden allgegenwärtigen Lerchen und Kiebitze sind heute kaum noch feststellbar. Stattdessen ärgern in der kalten Jahreszeit Wildgänse die Landwirte, wenn sie in großen Schwärmen auf die Wiesen einfallen, fressen und alles vollkoten. Die Entwässerungsmaßnahmen und die moderne intensive Landwirtschaft hat die Biotope und ihre Populationen vereinzelt.
Der klassische Schichtenaufbau (im Bodenprofil gut zu erkennen) der Moorböden sieht folgendermaßen aus: die oberste und jüngste Schicht besteht aus Weißtorf (helle Torfschicht) und ist etwa 1 m mächtig, sie wurde von 1000 n. Chr. bis heute gebildet. Darunter folgt der Schwarztorf (dunkle Torfschicht), der sich etwa von 2000 v. Chr. bis 1000 n. Chr. formte und ebenfalls etwa 1 m mächtig ist, darunter die Schilftorfschicht, die zur Zeit der Niedermoorbildung entstand; darunter befindet sich der gewachsene Sand (auch „gewachsener C-Horizont“ genannt).
Frühere Überschwemmungen der Elbe (vor dem Deichbau) lagerten auch Schichten mit Kleianteilen ab.
Durch den Torf-Abbau im Handtorfstichverfahren in früheren Zeiten und die intensive Landwirtschaft mit Tierhaltung, verbunden mit Entwässerungsmaßnahmen, ist das „intakte Moor“ in Bützflethermoor nicht mehr existent, oder nur noch an vereinzelten kleinräumigen Stellen, z. B. im Naturschutzgebiet Willes Heide, circa 1000 m westlich von Hartlef’s Gasthof zu finden.
Wegen der auch heute noch hohen Wasserspeicherung erwärmt sich der Boden im Moor im Frühjahr relativ langsam.

## Wirtschaft
Den Kern von Bützflethermoor bildet Hartlef´s Gasthof.
Der Ortsteil ist durch die konventionelle Landwirtschaft geprägt. Bützflethermoor ist mit drei Höfen Station der Niedersächsischen Milchstraße (Hof Jan Plath, Hof Peter Hartlef und Hof Reinhard Haak).
Im Laufe der Zeit haben sich mittlerweile eine große Anzahl von Einwohnern in Bützflethermoor angesiedelt, die Berufe außerhalb der Landwirtschaft ausüben. Da Airbus in Stade-Ottenbek und Hamburg-Finkenwerder (nur 42 km entfernt) und Dow Chemical auf Bützflether Sand (Stade) mit 1.500 eigenen Mitarbeitern ein attraktiver Arbeitgeber ist, lockt die ländliche Gegend um Stade auch dementsprechende Berufssparten zum „Wohnen im Grünen“ an.

### Versorgung
In Bützflethermoor gibt es keine Ärzte, Einkaufsmöglichkeiten, Bank, Post oder andere Versorgung, das nächstgelegene Versorgungszentrum ist das 4 km entfernte Bützfleth.

### Rotschlammdeponie
Koordinaten: 53° 38′ 19″ N, 9° 25′ 4″ O

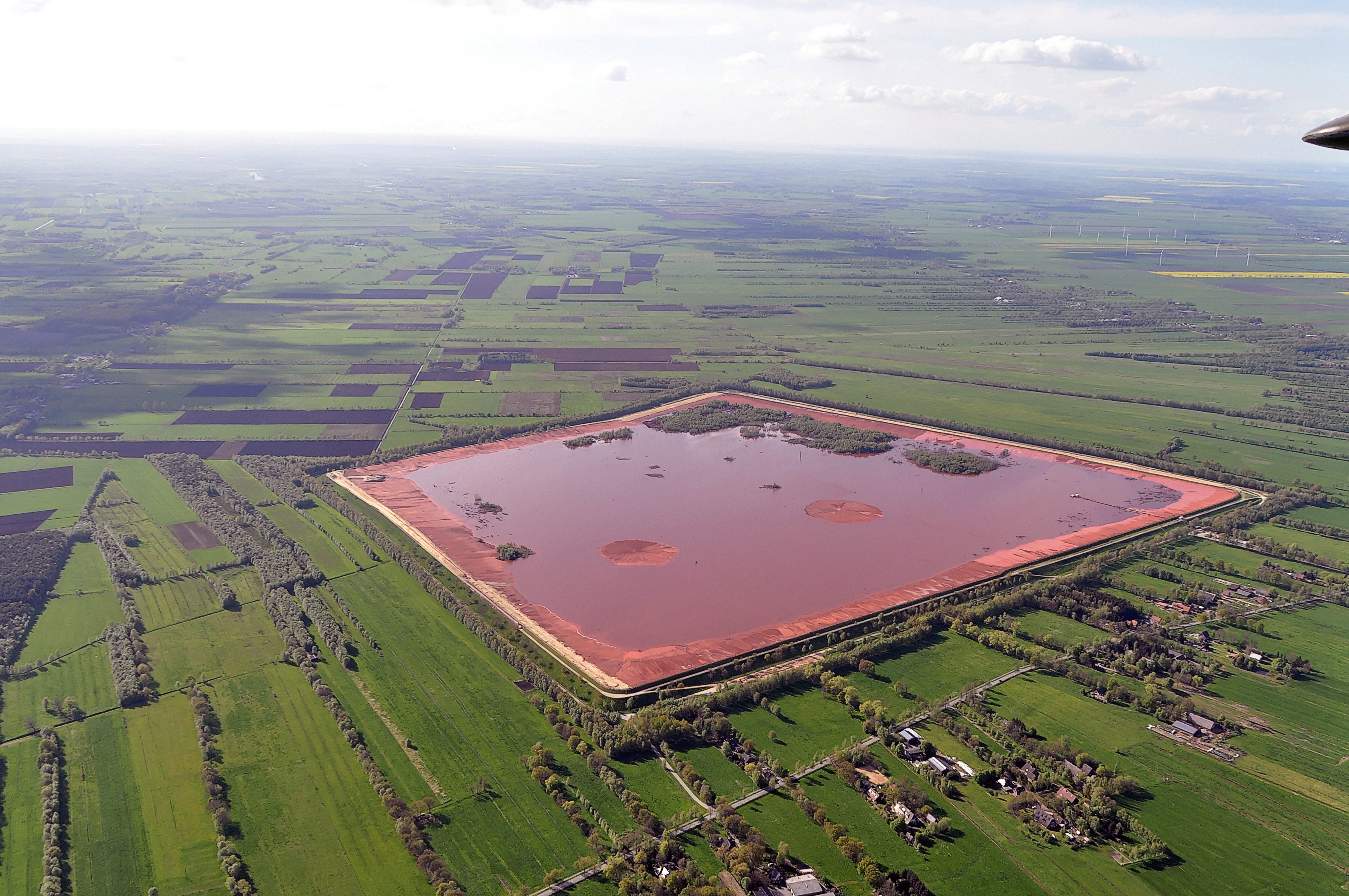
Rotschlammdeponie

In Bützflethermoor und Stadermoor wurde durch das Unternehmen Aluminium Oxid Stade (AOS) eine Rotschlammdeponie angelegt. Diese Rotschlammdeponie mit den Ausmaßen von 1.130 m × 1.525 m wurde im Jahr 1973, westlich der Süderstraße aufgehäuft. Aus der Luft wirkt die Deponie wie eine blutige Wunde in der ansonsten grünen Landschaft.
Die Anlagen des Unternehmens „Oxidfabrik der Aluminium Oxid Stade GmbH (AOS)“ wurden 1970/73 auf 55 Hektar an der Elbe im Industriegebiet Bützfleth gebaut. Ende 1973 begann die Produktion. Pro Jahr werden ungefähr 1.000.000 Tonnen Aluminiumoxid produziert.
Die Aluminium Oxid Stade GmbH ist eine Umarbeitungsgesellschaft. Der Rohstoff für die Aluminiumoxidproduktion ist Bauxit, der in Massengutfrachtern angeliefert wird. Das Endprodukt Aluminiumoxid wird an Unternehmen verkauft, die elektrolytisch Aluminium produzieren. Auch verschiedene Sorten von Aluminiumhydroxid werden in Bützfleth in getrockneter oder feuchter Form produziert.
Die beim Aufschluss nicht gelösten Bestandteile des Rohstoffs Bauxit (hauptsächlich mineralische Eisen-, Aluminium-, Silizium- und Titanverbindungen) werden nach einer Wäsche über eine Pipeline zur Rotschlammdeponie im Bützflethermoor gepumpt und dort endgelagert. Die rote Färbung wird hauptsächlich durch Eisen(III)oxid (Fe2O3) verursacht. Das auf die Deponie fallende Regenwasser, das nicht natürlich verdunstet, muss abgeführt werden. Zu diesem Zweck wurde bei AOS eine Aufbereitungsanlage installiert, die das überschüssige Regenwasser vor Ableitung in die Elbe reinigt. Bei trockenem, windigem Wetter wird das Gebiet der Deponie mit Wasser besprenkelt, damit der rote Staub nicht aufsteigt und verweht. Das erscheint bis heute nicht in wünschenswerter Weise zu gelingen, wie Beschwerden aus Groß Sterneberg nahelegen.

### Windkraftanlage
Parallel zum Landernweg gelegen wurden fünf Windkraftanlagen mit jeweils 1.000 kVA Leistung gebaut, die Gesamthöhe jeder Windkraftanlage beträgt 103 m. Weitere Windkraftanlagen mit einer Höhe von 150 m sind nördlich davon, gleichfalls am Landernweg geplant.

### Politische Themen
Einerseits versucht man im Raum Stade, das maritime Flair, die Natur entlang der Elbe, das Kehdinger Moor, die Moorlandschaft u. a. auch für den Tourismus herauszustellen, andererseits ist auch beabsichtigt, entlang der Elbe zusätzlich zur Alu-Oxid-Fabrik, den Anlagen von Dow-Chemical, Olin u. a. weitere Industrie anzusiedeln. Dabei ging es um drei geplante Kohlekraftwerke, ein 800-MW-Steinkohlekraftwerk auf Bützflether Sand (vom belgischen Unternehmen Electrabel), und zwei weitere auf Stadersand links der Schwinge für Dow Stade und auf Stader Sand rechts der Schwinge als Ersatz für das Atomkraftwerk. Gegen dieses Vorhaben richteten sich erfolgreich mehrere Bürgerinitiativen.
Der mit nur ca. 500 sehr geringe Abstand zwischen der in den 1970er Jahren hinzugekommene industriellen Nutzung und der alten und neuen Wohnnutzung führte und führt immer wieder zu Konflikten, die sich u. a. in der Forderung nach stärkerem Schallschutz, nach Einhaltung der Abstände nach der Seveso Richtlinie zwischen Störbetrieben und der Wohnnutzung manifestieren. Eine politische Lösung dieser Probleme durch einen von der Stadt Stade aufgestellten Industrie-Bebauungsplan wird zwar angestrebt, wurde aber seit über einem Jahrzehnt nicht realisiert.

## Demographie und Religion
Die Gemeinde St. Nicolai (Bützfleth) ist evangelisch-lutherisch geprägt und gehört zu den Stadtkirchen Stade.

## Verkehr
Der Ort ist über die Kreisstraße 27 mit Asselermoor und Ritschermoor (Norderstraße) im Nordwesten und mit Götzdorfer Moor und Stadermoor (Süderstraße) sowie weiter nach Stade im Süden verbunden. Die Moorchaussee führt in Verlängerung der Flethstraße nach Bützfleth.
Öffentlicher Personennahverkehr (ÖPNV) ist auf dem Bützflethermoor praktisch nicht vorhanden. Nur die KVG-Linien 2037 von und nach Stade und 2075 von und nach Bützfleth und weiter nach Drochtersen bedienen als Schulbus diese Strecken.

### Wanderweg
Ein Wiesen- und Feldweg, der von Bützflethermoor nach Groß Sterneberg führt, sollte in der Zeit des Nationalsozialismus als Straße ausgebaut werden. Dazu kam es aber nicht. Belege für diese Planung liegen nicht mehr vor. Nur sehr alte Menschen erzählen davon und nennen das dafür vorgesehene Feld auf Plattdeutsch noch immer: Dat Chosseistück.

### Fahrradwege
Ein Netz von Fahrradwegen in der gesamten Region, und besonders der landschaftlich reizvolle „Landernweg“, eine autofreie asphaltierte Straße, die von Stadermoor kommend, durch die Wiesenlandschaft nach Aschhornermoor (bzw. Dornbuschermoor) verläuft und das Bützflethermoor tangiert. 
Der Landernweg wird von Erholungssuchenden, Spaziergängern, Joggern, Skatern, Fahrradfahrern und Nordic Walkern genutzt.

### Geplante Autobahn
Die geplante „Küstenautobahn“ A 20 (ehemalige Planung als A 22), die die A 28 bei Westerstede mit der Elbquerung bei Drochtersen verbindet, wird 3,5 km von Bützflethermoor entfernt liegen.
Eine weitere Autobahn in Planung ist die A 26 (Hamburg-Stade). Die geplante Trasse verläuft genau neben dem „Landernweg“ und wird somit das Bützflethermoor von Bützfleth trennen. So werden nicht nur Landwirte, sondern auch die Wohnhäuser in Bützflethermoor von den negativen Auswirkungen (Lärm und Feinstaub) der nur 800 m entfernten Autobahn betroffen sein.
Beide Autobahnen verstärken die Zersiedelung des Gebietes in und um Bützflethermoor und der Hansestadt Stade. Wie das RedaktionsNetzwerk Deutschland am 10. März 2025 mit Bezug auf eine interdisziplinäre Analyse meldet, ist das Projekt A 20, Küstenautobahn unwirtschaftlich und daher deren Realisierung sehr in Frage gestellt. Trotzdem wurde der Neubau des Kreuzes Kehdingen im März 2025 festgestellt.

## Medien
Das Stader Tageblatt erscheint mit Meldungen aus Südkehdingen.
Außerdem erscheint zweimal wöchentlich das Neue Stader Wochenblatt, einer durch Anzeigen finanziertem Zeitung.
Zusätzlich erscheint das vom Handball-Förderverein Bützfleth herausgegebene Bützflether Handball Blatt (BHB) mit Berichten des TuSV Bützfleth, speziell der HSG Bützfleth-Drochtersen, und von lokalen Ereignissen.

## Bildung
- Früher gab es eine einklassige Volksschule im Bützflethermoor, heute ist in diesem Gebäude die Freiwillige Feuerwehr untergebracht.
- Eine Kindertagesstätte gibt es im etwa 5,5 km entfernten Schölisch und in Bützfleth.
- Die Grundschule Am Fleth[12] in Bützfleth nimmt die Jahrgänge 1 bis 4 auf.

Alle weiterführenden Schulen sind in Stade und Drochtersen. In Stade sind neben einer Waldorfschule zwei Realschulen vorhanden, die Realschule Camper Höhe und die Realschule am Hohenwedel.
- Es gibt drei berufsbildende Schulen in Stade: BBS I – JOBELMANN-SCHULE[13] (gewerbliche, technische und pädagogische Fachrichtungen), BBS II – Handelslehranstalt (kaufmännische Fachrichtungen) und BBS III (landwirtschaftlich-gärtnerische Fachrichtungen).
- Im Zentrum der Hansestadt Stade sind zwei Gymnasien ansässig, das Athenaeum und das Vincent-Lübeck-Gymnasium.
- Eine Volkshochschule ist ebenfalls in Stade angesiedelt.

## Freizeit

### Fußballplatz
Zentrum der Dorfgemeinschaft bildet - neben Hartlef´s Gasthof - die Freiwillige Feuerwehr (Löschgruppe Bützflethermoor) mit ihrem Standort in der „alten Schule“. Zwischen dem Gebäude der „alten Schule“, die in den 1960er Jahren noch als örtliche Volksschule genutzt wurde, und „Hartlef's Gasthof“ befindet sich ein kleiner Fußballplatz mit einem Spielplatz kombiniert, der im Sommer von Kinder- und Jugendgruppen, die aus entfernteren Dörfern kommen, zum „Bolzen“ genutzt wird.

### Bademöglichkeiten
In Bützfleth gibt es ein beheiztes Freibad (in der Regel geöffnet von Mai bis September, neuerdings mit eingeschränkten Öffnungszeiten) und nordöstlich von Bützfleth (in Abbenfleth) einen langen Strand an der Elbe. Das Freibad wird in der Saison 2006 erstmals von einem privaten Trägerverein betrieben, der die Schließung durch die Stadt Stade abwendete.

## Dorffeste und Brauchtum

### Rosenmontag (Kohlessen) und Ernteball
Höhepunkte des Dorflebens sind der Ernteball im Oktober sowie das „Kohlessen“ am Rosenmontag.
Zum traditionellen „Specksammeln“, so wird das Geldeinsammeln für das Fest noch heute – in Erinnerung an altes Brauchtum – genannt, gehen am Sonntag vor Rosenmontag Feuerwehrleute paarweise in Uniform von Haus zu Haus, um von den Einwohnern Beiträge zum Fest einzusammeln und sie einzuladen. Zu Beginn des Kohlessens am Rosenmontag werden Sketche über das Dorfleben mit aktuellem Bezug vor der versammelten Dorfgemeinschaft zum Besten gegeben. Beim „Kohlessen“ serviert die Feuerwehr in Uniformen zu Live-Musik das lokale traditionelle Grünkohlgericht mit Kohlwürsten, Kassler und Pinkel.
Veranstalter ist in beiden Fällen die örtliche Feuerwehr.

### Osterfeuer
Ein weiteres „Highlight“ im Frühjahr ist das Osterfeuer. Jedes Jahr wird am Abend des Karsamstags auf den „Landern“ in den Wiesen, ein Osterfeuer angezündet. Dazu werden Äste und Gestrüpp aus Baum- und Strauchschnitt von den Einwohnern aus den umliegenden Dörfern gebracht. Ein möglichst großer Stapel wird aufgetürmt. Abends, nach Anbruch der Dunkelheit, wird das Feuer angezündet.
Der Brauch des Osterfeuers geht auf vorchristliche Traditionen, der jüngeren Bronzezeit und Eisenzeit zurück. Diese frühen Brandopferplätze, durch Erdgruben mit hohem Holzkohleanteil und gebrannten Steinen am Rand belegt, lagen auch früher an einer exponierten Lage im Gelände, in der Nähe zum Wasser, jedoch fernab der Wohnplätze. Später wurde der Brauch von den christianisierten Gemeinschaften übernommen.
Osterfeuer sind aus Gründen der Brauchtumspflege zulässig. Sie müssen aber angemeldet werden (eine Gebühr wird in der Hansestadt Stade nicht mehr erhoben), und Abstand halten zu Gebäuden, Einrichtungen und Bäumen. Genaueres kann dem Merkblatt zur Durchführung von Osterfeuern in der Stadt Stade entnommen werden.

### Brauchtum

#### Neujahrsklopfen
Beim „Neijohrskloppen“, am 1. Januar jeden Jahres gehen, z. T. auch heute noch, einige Bewohner des Ortes von Haus zu Haus, wünschen ein frohes neues Jahr und trinken in jedem besuchten Haus einen Grog (Rum mit heißem Wasser aufgegossen); beim zuletzt besuchten Haus (oft auch schon bei einem der ersten) werden gemeinsam Spiegeleier gegessen.

#### Pfingstbaumpflanzen
Beim Pfingstbaumpflanzen sind früher die ledigen Männer (die die Konfirmation bereits hinter sich hatten, aber noch nicht älter als dreißig Jahre waren) von Tür zu Tür gegangen, um sich bei ledigen Jungfrauen vorzustellen. An deren Türen platzierten sie eine junge Birke. Das Mädchen bzw. dessen Eltern geben dann noch einen aus.
Heute dient das Pfingstbaumpflanzen am Pfingstsonnabend hauptsächlich der Förderung der Dorfgemeinschaft und der Integration der jungen Leute in die Gemeinschaft, denn es kommen auch einige Mädchen mit zu den nächsten Häusern.

#### Hochzeiten und Jubiläen der Hochzeiten
Hochzeiten und Jubiläen der Hochzeiten (Hölzerne Hochzeit, Silberhochzeit, Goldene Hochzeit, Diamantene Hochzeit) werden z. T. noch mit dem „Kranzaufhängen“ begonnen, d. h. die Nachbarn, bzw. sind es heutzutage eher Freunde des Paares, binden einen Kranz aus Tannenzweigen oder Eichenlaub und dekorieren diesen entsprechend der jeweiligen Hochzeit (Hölzerne Hochzeit mit Hobelspänen vom Tischler, Silberhochzeit mit silbernen Kleingegenständen usw.) Der Kranz wird einen oder zwei Tage vor dem eigentlichen Fest an der Haustür des Paares drapiert oder an der Hofeinfahrt befestigt.

## Kulinarische Spezialitäten
- Kehdinger Hochzeitssuppe, eine kräftige Suppe mit viel Einlage und süßsaurem Geschmack, die mit den Zutaten Suppenfleisch (Rinderbrust), Reis, Kartoffeln, Rosinen, Suppengrün, Hackfleischklößchen, Salz und Pfeffer gekocht wird.
- Grünkohl mit Kohlwürsten und Kassler/Schweinebauch sowie Salzkartoffeln. Für viele gehört noch eine ordentliche Portion Senf dazu.
- Kehdinger Klüten mit Backobst
- geräucherte Suppe (Rökerte Supp)